# Sankt Lorenzen im Lesachtal
St. Lorenzen ist ein Ort in der Gemeinde Lesachtal in Kärnten.
Das Haufendorf Sankt Lorenzen im Lesachtal liegt in 1128 m Seehöhe und hat 285 Einwohner (1. Jänner 2024). Zum Ortsgebiet gehören die Nachbarschaften und Weiler Wiesen, Frohn, Xaveriberg, Tuffbad und St. Radegund.

## Kultur und Sehenswürdigkeiten
- Laurentiuskirche, Pfarrkirche
- Lourdeskapelle
- Marienkapelle
- Wegkapelle
- Bauernhäuser mit gemalten Umrahmungen der Fenster, Speicher